# Elomeryx
Elomeryx (лат.) — вымерший род млекопитающих из вымершего подсемейства Bothriodontinae отряда парнокопытных. Род был очень широко распространён, древнейшие его представители найдены в Азии в слоях середины эоцена, в Европе в слоях позднего эоцена, а к началу олигоцена Elomeryx распространились в Северной Америке.
Длина тела Elomeryx составляла около 1,5 метров. Они имели удлинённые головы, немного похожие на лошадиные. У них были небольшие клыки, которые могли использовать для добывания корней, и ложкообразные резцы, подходящие для питания водными растениями. У них было по пять пальцев на задних ногах и по четыре на передних. Получались широкие ступни, чтобы ходить по мягкой грязи. Видимо, их образ жизни был схож с образом жизни современных бегемотов.

## Виды
- †Elomeryx armatus
- †Elomeryx borbonicus
- †Elomeryx cluai
- †Elomeryx crispus
- †Elomeryx garbanii